# Skoczka sawannowa
Skoczka sawannowa (Desmodilliscus braueri) – gatunek ssaka z podrodziny myszoskoczków (Gerbillinae) w obrębie rodziny myszowatych (Muridae).

## Zasięg występowania
Skoczka sawannowa występuje na sahelskich sawannach (18°–12°N) od Mauretanii i Senegalu na wschód do północnego Sudanu.

## Taksonomia
Rodzaj i gatunek po raz pierwszy zgodnie z zasadami nazewnictwa binominalnego opisał w 1916 roku austriacki zoolog Otto von Wettstein nadając im odpowiednio nazwę Desmodilliscus i Desmodilliscus braueri. Holotyp pochodził z obszaru na południe od Al-Ubajjid w Sudanie. Jedyny przedstawiciel rodzaju skoczka (Desmodilliscus).
Różne badania D. braueri ujawniły pewną zmienność geograficzną, ale analizy morfometryczne wykazały, że najlepiej traktować go jako gatunek monotypowy, chociaż wcześniejsze badania sugerowały trzy podgatunki. W 2005 roku wykazano, że D. braueri jest kladem bazalnym Gerbillinae. Autorzy Illustrated Checklist of the Mammals of the World uznają ten takson za gatunek monotypowy.

### Etymologia
- Desmodilliscus: rodzaj Desmodillus O. Thomas & Schwann, 1904 (skoczanka); łac. przyrostek zdrabniający -iscus[2][12].
- braueri: prof. dr August Bernhard Brauer (1863-1917), niemiecki zoolog (herpetologia i ichtiologia)[13].

## Morfologia
Długość ciała (bez ogona) 50–73 mm, długość ogona 32–46 mm, długość ucha 6–10 mm, długość tylnej stopy 13–16 mm; masa ciała 4–13 g. Kariotyp jest zmienny: 2n = 78 (Senegal) lub 76 (Niger), FNa = 104.